# Clizia (ninfa)
Clizia (in greco antico: "Κλυτία"?, Klutía) è un personaggio della mitologia greca ed è un oceanina.
Clizia viene anche identificata con Climene (la madre di Fetonte) poiché Entrambi i loro nomi significano "Colei che è famosa".

## Genealogia

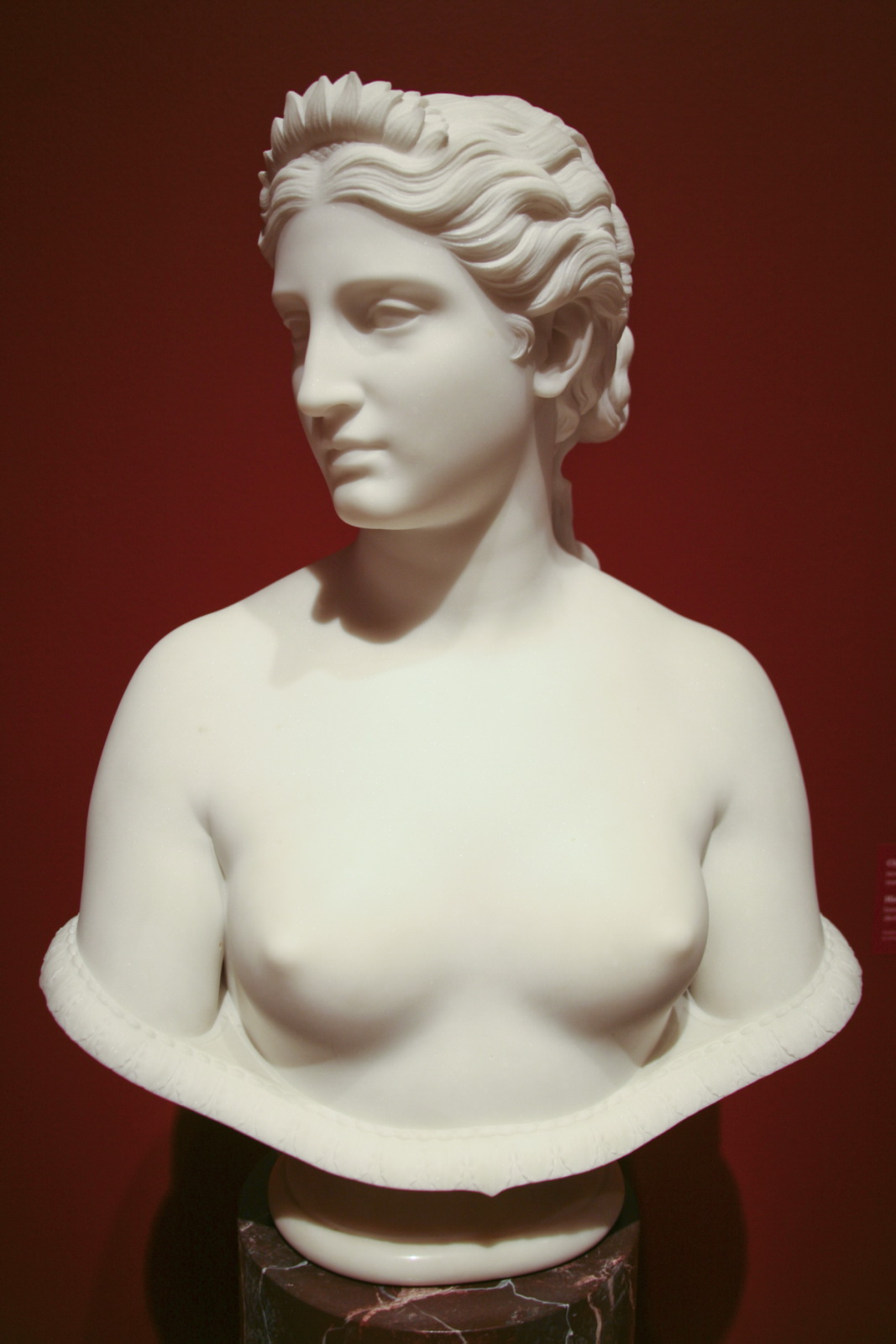
Clizia (scultura di Hiram Powers, 1867)

Figlia di Oceano e di Teti.

## Mitologia
Di Clizia ne raccontano principalmente Ovidio nelle Metamorfosi, Igino nelle Fabulae ed Esiodo nella Teogonia.
Clizia è una delle giovani amanti di Elio ma il dio del Sole però si innamora anche di Leucotoe e pur di sedurre quest'ultima ne assume le sembianze della madre e si introduce nella sua stanza. Clizia quindi ingelosita ed offesa riferisce l'accaduto ad Orcamo (il padre di Leucotoe) e questi, in preda all'ira, ordina di seppellire Leucotoe viva in una buca profonda. 

Clizia quindi, sentendosi in colpa per l’accaduto e ripudiata dall'amato, passa i giorni seduta a terra, senza toccare né acqua e né cibo, nutrendosi di sola rugiada e, come fanno i girasoli, inseguendo con lo sguardo il percorso Sole, finché quest'ultimo (il dio Elio) impietositosi la trasforma in un girasole (per la precisione in Eliotropio), il fiore sempre rivolto verso il Sole.
Elio inoltre, disperato per l'accaduto cosparge il luogo della sepoltura di un nettare profumato e da quella terra inumidita nascerà la pianta dell'incenso.

## Nell'Arte
In genere viene raffigurata in due modi: nelle vesti di una fanciulla piangente oppure mentre si compie la sua trasformazione.
Nella pittura Clizia viene raffigurata nel compiersi della metamorfosi oppure la pianta del girasole compare vicino alla fanciulla o sul suo capo.
Il fiore riferito a Clizia compare in alcuni autotratti di Van Dyck a indicare la profonda devozione dell'artista per Carlo I, re d'Inghilterra, presso il quale l'artista soggiornò per un breve periodo.